# حاکم لیگونگ چین
حاکم لیگونگ از چین (به چینی: 秦厲共公؛ مرگ ۴۴۳ پ. م)؛ فرمانروای ایالت چین در دودمان ژو از ۴۷۶ پ. م تا ۴۴۳ پ. م بود. ایالت چین در آینده همه کشور چین را یکپارچه ساخت و تبدیل به دودمان چین شد. نام اجدادی او یینگ (嬴) و حاکم لیگونگ نام پسامرگ او بود. حاکم لیگونگ جانشین پدرش، حاکم دائو چین که در ۴۷۷ پ. م درگذشت، شد.
در سال ۴۶۱ پ. م، حاکم لیگونگ ارتشی بیست هزار نفره برای حمله به ایالت رونگی دالی (در شهرستان دالی، شاآنشی امروزی) گسیل کرد و پایتخت آن را تصرف نمود.
در سال ۴۵۶ پ. م، ایالت جین به چین حمله کرد و شهر ووچنگ (در شهرستان هوآ، شاآنشی امروزی) را تصرف کرد.
در سال ۴۵۳ پ. م، طایفه‌های ژائو، هان و وی از جین به طور مشترک به ژی، قدرتمندترین طایفه از چهار طایفه اصلی جین حمله کردند، رهبر آن ژی یائو را کشتند و قلمرو ژی را بین خود تقسیم کردند. ایالت جین عملاً به سه ایالت جدید تقسیم شد. برخی از بازماندگان قبیله ژی به چین گریختند.
در سال ۴۴۴ پ. م، چین به ییچو (در شهرستان نینگ، گانسو امروزی)، یکی دیگر از ایالت‌های رونگ حمله کرد و پادشاه آن را اسیر کرد.
حاکم لیگونگ ۳۴ سال سلطنت کرد و در سال ۴۴۳ پ. م درگذشت. پس از او پسرش حاکم زائو چین جانشین او شد.